# إدوارد فنتون
إدوارد فنتون (بالإنجليزية: Edward Fenton)‏ إدوارد فنتون (توفي 1603) الملاح الإنجليزي، نجل هنري فنتون وشقيق السير جيفري فنتون.
كان مواطن من نوتنجهامشاير. في 1577 أبحر تحت قيادة قيادة جبرائيل، مع بعثة السير مارتن فروبشر Frobisher الثانية لاكتشاف الممر الشمالي الغربي، وفي السنة التالية شارك في قيادة حملة Frobisher الثالثة، وكانت سفينته هي جوديث.
ثم عمل في أيرلندا لبعض الوقت، ولكن في عام 1582 تم وضعه كمسؤول عن رحلة استكشافية للإبحار على مدار رأس الرجاء الصالح إلى جزر الملوك والصين.
مترجم من Edward Fenton